# Sefelwand
Die Sefelwand ist eine markante Felswand in den Ammergauer Alpen auf dem gemeindefreien Gebiet Ettaler Forst.
Eigentlich Teil des Südgrates der Großen Klammspitze, macht dieser einen Knick nach Osten und kulminiert als Sefelwand in einem ca. 400 m langen schmalen Grat, der nach Süden und nach Norden ins Wintertal steil abfällt.
Der höchste Punkt ist nur weglos und mit leichter Kletterei erreichbar.

## Galerie

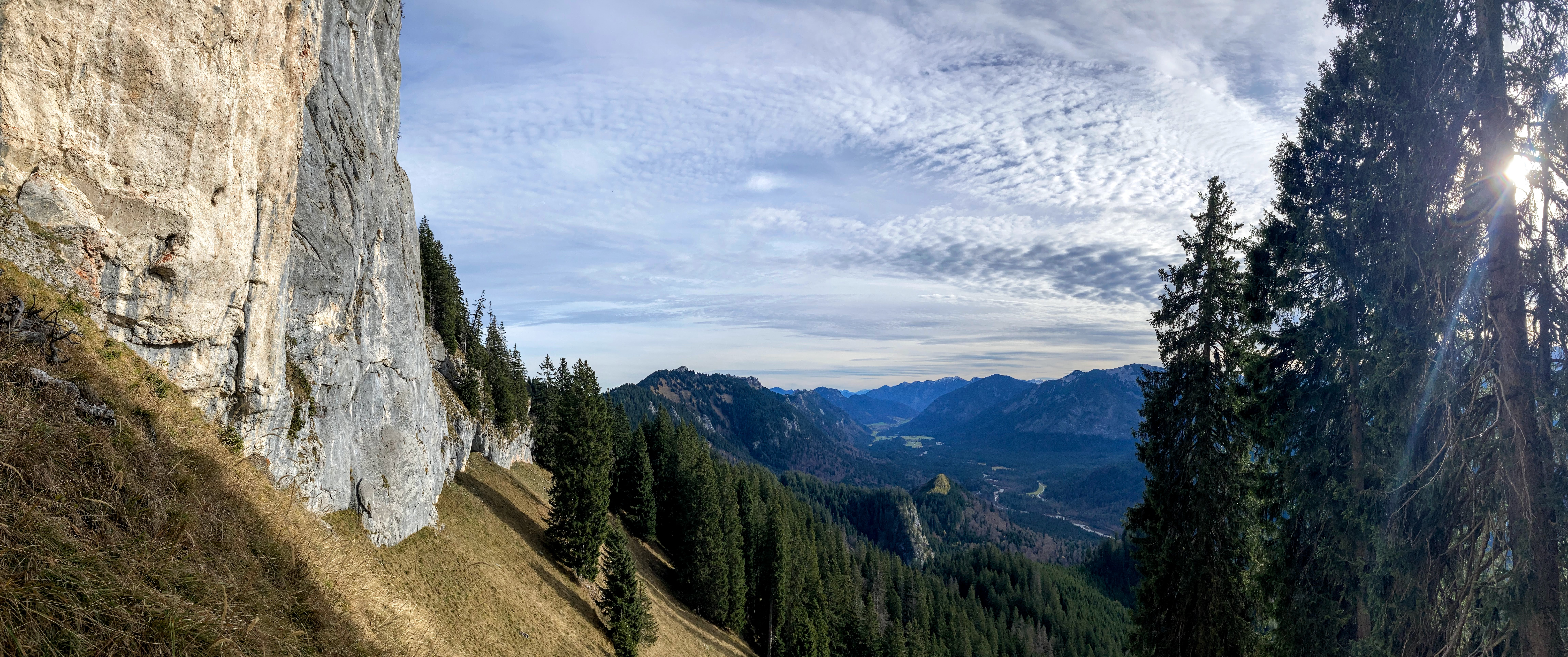
Sefelwand, Südwand